# 방관자 효과
방관자 효과(傍觀者效果, 영어: bystander effect, bystander apathy) 또는 제노비스 신드롬(영어: Genovese syndrome)은 주위에 사람들이 많을수록 어려움에 처한 사람을 돕지 않게 되는 현상을 뜻하는 심리학 용어이다. 또는 어떠한 사건이 일어났을 때, 다른 사람들은 어떻게 행동하는 가에 따라 판단하여 행동하는 현상을 의미한다. 방관자의 수가 많을수록 어느 누구도 도움을 받을 가능성이 적다. 모호함, 응집성 및 책임 확산을 비롯하여 여러 가지 요인이 방관자 효과에 기여한다. 대중적 무관심 또는 구경꾼 효과라고 하기도 한다.

## 사례

### 키티 제노비스 사건
1964년, 키티 제노비스(Kitty Genovese)가 뉴욕 시의 자기 집 근처에서 오전 3시 30분 강도에게 살해당했다. 그녀가 격렬하게 저항을 했기에 강도와의 사투는 30분 이상 계속되었는데 주변의 40가구에서 그 소리를 들었으나, 어느 누구도 그녀를 구하려고 하거나 경찰에 신고하지 않아, 그녀는 그대로 강도에게 살해당했다.-라고 타임지에 기사가 실렸고, 사람들은 키티 제노비스 사건을 방관자 효과를 보여주는 대표적인 사례로 알고 있지만 사실은 그게 아니다. 범인이 처음 키티 제노비스를 덮쳤을 때 주변에서 그 소리를 듣고 그녀를 내버려두라고 했고, 범인은 그 소리에 놀라 도망쳤다. 경찰에 신고한 사람도 있다. 키티 제노비스는 일어나 아파트 주민들이 보지 못하는 사각지대로 들어갔고, 돌아온 범인이 그때 그녀를 덮쳐 죽였다.

### 도요타 상사 살인 사건
노인들을 대상으로 7,500억 원을 횡령해 피해자가 만명이 넘은 일본 사상 최악의 사기 사건으로 불리는 도요타상사 사건의 주모자 도요타 상사 회장 나가노 가즈오가 1985년 6월 18일 연행되는 장면을 방송국을 통해 전국으로 생방송으로 나오고 있었다. 당시 회장의 거주지 앞에 약 30여 명의 기자들이 연행되는 장면을 찍기 위해 모여 있었다. 갑자기 두 명의 사나이가 "도요타 상사 회장을 죽이러 왔습니다"라는 말을 하며 아파트의 유리창을 깨고 회장의 집 안으로 침입, 살해를 한 후 걸어나왔다. 그러나 기자들을 포함하여 30여 명의 목격자들은 범행을 지켜보기만 하였다. 당시 회장을 살해한 두 명은 8년 징역을 부여받았다. 이 사건은 방관자 효과의 사례 중 하나로 언급된다.

## 같이 보기
- 버스44
- 님비 현상
- 깨진 유리창 이론
- 티핑 포인트
- 스탠퍼드 감옥 실험(루시퍼 이펙트)
- 밀그램 실험
- 제로 톨러런스(무관용 원칙)
- 책임전가(영어판)